# Klasifikacije otvorenih i zatvorenih preloma
Klasifikacije otvorenih i zatvorenih preloma koje se trenutno predlažu za korišćenje u kliničkoj praksi su: Tscherene i Goetzen klasifikacija zatvorenih preloma i Gustilo - Anderson klasifikacija otvorenih preloma. Pri korišćenju ovih klasifikacija treba imati u vidu da loša interpretacija od strane lekara umnogome sputava pravilno korišćenje ovog sistema, jer vrsta preloma ne zavise samo od stepena narušene kominucije unutar preloma, već i od spoljnih sila koje direktno produkuju ogrebotine ili kontuzije, koje zbog varijacija u lokalnom krvotoku ali i drugih faktora koje još nisu sasvim shvaćeni mogu biti varijabilno predstavljene.

## Tscherene i Goetzen klasifikacija zatvorenih preloma
Prema Tscherne-u i Goetzen-u zatvoreni prelomi su svrstani u četiri kategorije od 0 do 3.
| Stepen | Opis |
| ------ | --- |
| 0      | Prelomi kod kojih ne postoje ili postoje minimalne povrede mekog tkiva.                                                                              |
| 1      | Prelomi kod kojih postoji povreda mekog tkiva u smislu značajne abrazije ili kontuzije kože i potkožnog tkiva. Prisutna je i umerena dislokacija.    |
| 2      | Prelomi u obliku dubokeu abrazije sa lokalnom kontuzijom tkiva i zahvaćenošću mišića. Nastaju delovanjem direktne traume                             |
| 3      | Prelomi u kojima postoji ekstenzivna kontuzija ili kraš sa potkožnim avulzijama i teškim oštećenjem mišića. Često se razvijanja kompartment sindrom. |

Kako je ovoj metodi klasifikacije dosta diskutovano u literaturi, pouzdanost lekara u interpretaciji i reprodukciji ove klasifikacije još nije ispitana. Brojni faktori se uzimaju u obzir u u svakoj kategoriji, kao što su konfiguracija preloma, izgled mekih tkiva i vaskularni status ekstremiteta. Opis mekog tkiva uključuje abrazije, kontuzije i potkožne avulzije.

### Istorija
Ovaj sistem klasifikacije razvili su Harald Tscherne i Hans-Jorg Oestern 1982. godine na Medicinskom fakultetu u Hanoveru (Hanover, Nemačka) kako bi klasifikovali i otvorene i zatvorene prelome. 
Ksifikacija je  zasnovan na fiziološkom konceptu da što je veća kinetička energija koja se prenosi na kost, to je i veća kinetička energija poreneta u meko tkivo. 
Ova klasifikacija je uvedena sa ciljem dsa posluži kao alat za vođenje menadžmenta i predviđanje kliničkih ishoda. Takođe služi kao sredstvo komunikacije u istraživanjima i kliničkim prezentacijama.

## Gustilo - Anderson klasifikacija otvorenih preloma
Ova  klasifikovali otvorene preloma razvrstava u tri tipa i tri podtipa.
| Tip | Opis | Slika |
| --- | --- | ----- |
| I   | Otvoreni prelom sa minimalnom kožnom lezijom (ranom) do 1 cm u prečniku, i minimalnom kominucijom. Minimalna povreda mekih tkiva. Korito rane je ĉisto. Jednostavan prelomni obrazac. |       |
| II  | Otvoreni prelom sa prisustvom kožne lezije veće od 1 cm. Nema ekstenzivnog mekotkivnog oštećenja. Prisutna je umerena kominucija. Umerena kontaminacija rane Složeniji prelomni obrazac |       |
| III | Ovaj tip je podeljen u tri podtipa - IIIa — otvoreni prelom kod kojeg postoji ekstenzivna mekotkivna lezija. Koštani fragmenti nisu eksponirani - IIIb — otvoreni prelom kod kojeg je kost deperiostirana. Postoji značajna kontaminacija - IIIc — otvoreni prelom koji uključuje i leziju magistralnog arterijskog suda koji zahteva reparaciju. |       |

### Istorija
Gustilo i Anderson su 1976. usavršili sistem rane klasifikacije koji je 1959. predložio Veliskasis. Rano istraživanje koje je sproveo Gustilo 1976. pokazalo je da primarni prekrivanjem profilaktičkim antibiotikom preloma tipa I i tipa II smanjuju rizik od infekcije za 84,4%. U međuvremenu, rano unutrašnje fiksiranje i primarno zatvaranje rane kod preloma tipa III imaju veći rizik od osteomielitisa. 
Međutim, prelomi tipa III javljaju se u 60% svih otvorenih slučajeva preloma. Infekcija preloma tipa III se primećuje u  rasponu od 10% do 50% vremena. Zbog toga je Gustilo 1984. godine podrazvrstao prelome tipa III u A, B i C sa ciljem da usmeri lečenje otvorenih preloma, komunikaciju i istraživanje i da predvidi ishode. 
Na osnovu rezultata prethodnih studija, Gustilo je u početku preporučio terapijsku irigaciju i hirurško uklanjanje svih fraktura sa primarnim zatvaranjem za frakture tipa I i II; sekundarno zatvaranje bez unutrašnje fiksacije za prelome tipa III. Međutim, ubrzo nakon toga, preporučio je uređaje za unutrašnju fiksaciju za prelome tipa III.

## Spoljašnje veze
|  | Molimo Vas, obratite pažnju na važno upozorenje u vezi sa temama iz oblasti medicine (zdravlja). |